# Campionato europeo maschile under 21 di calcio 1992
Il campionato di calcio europeo Under-21 1992, 8ª edizione del Campionato europeo di calcio Under-21 organizzato dalla UEFA, si è svolto dal 10 marzo al 3 giugno 1992. Il torneo è stato vinto dall'Italia per la prima volta.
Le fasi di qualificazione hanno avuto luogo tra il 19 maggio 1990 e il 18 dicembre 1991 e hanno designato le otto nazionali finaliste che si sono affrontate in gare a eliminazione diretta con andata e ritorno.
La doppia finale si è disputata il 28 maggio e il 3 giugno 1992 tra le formazioni dell'Italia e della Svezia.
Le prime tre classificate, insieme alla Spagna, paese organizzatore, si sono qualificate alle Olimpiadi di Barcellona 1992, mentre la migliore delle squadre eliminate ai quarti ha disputato lo spareggio con l'Australia per l'accesso alle Olimpiadi estive.

## Qualificazioni

### Squadre qualificate
- Cecoslovacchia, vincitrice del gruppo 1
- Danimarca, vincitrice del gruppo 4
- Germania, vincitrice del gruppo 5
- Italia, vincitrice del gruppo 3
- Paesi Bassi, vincitrice del gruppo 6
- Polonia, vincitrice del gruppo 7
- Scozia, vincitrice del gruppo 2
- Svezia, vincitrice del gruppo 8

## Fase finale
|  | Quarti di finale | Quarti di finale | Quarti di finale |        |           | Semifinali | Semifinali | Semifinali |  |  | Finale | Finale | Finale |
|  |                  |                  |                  |        |           |            |            |            |  |  |        |        |        |
|  |                  | Danimarca        | 6                |        |           |            |            |            |  |  |        |        |        |
|  |                  | Polonia          | 1                |        |           |            |            |            |  |  |        |        |        |
|  |                  | Polonia          | 1                |        | Danimarca | 0          |            |            |  |  |        |        |        |
|  |                  |                  |                  |        | Danimarca | 0          |            |            |  |  |        |        |        |
|  |                  |                  | Italia           | 3      |           |            |            |            |  |  |        |        |        |
|  |                  | Cecoslovacchia   | Italia           | 3      | 1         |            |            |            |  |  |        |        |        |
|  |                  | Cecoslovacchia   |                  |        | 1         |            |            |            |  |  |        |        |        |
|  |                  | Italia           | 4                |        |           |            |            |            |  |  |        |        |        |
|  |                  |                  |                  |        |           |            |            |            |  |  |        | Italia | 2      |
|  |                  |                  |                  | Svezia | 1         |            |            |            |  |  |        |        |        |
|  |                  | Germania         | 4                |        |           |            |            |            |  |  |        |        |        |
|  |                  | Scozia           | 5                |        |           |            |            |            |  |  |        |        |        |
|  |                  | Scozia           | 5                |        | Scozia    | 0          |            |            |  |  |        |        |        |
|  |                  |                  |                  |        | Scozia    | 0          |            |            |  |  |        |        |        |
|  |                  |                  | Svezia           | 1      |           |            |            |            |  |  |        |        |        |
|  |                  | Paesi Bassi      | Svezia           | 1      | 2         |            |            |            |  |  |        |        |        |
|  |                  | Paesi Bassi      |                  |        | 2         |            |            |            |  |  |        |        |        |
|  |                  | Svezia           | 2                |        |           |            |            |            |  |  |        |        |        |

### Quarti di finale
| Squadra 1      | Totale      | Squadra 2 | Andata | Ritorno |
| -------------- | ----------- | --------- | ------ | ------- |
| Danimarca      | 6 - 1       | Polonia   | 5 - 0  | 1 - 1   |
| Cecoslovacchia | 1 - 4       | Italia    | 1 - 2  | 0 - 2   |
| Germania       | 4 - 5       | Scozia    | 1 - 1  | 3 - 4   |
| Paesi Bassi    | 2 - 2 (gfc) | Svezia    | 2 - 1  | 0 - 1   |

#### Gare di andata
| Aalborg 11 marzo 1992                                                        | Danimarca | 5 – 0 | Polonia |  |
| \| \| \| \| \| Frandsen 11’ Molnar 22’ 28’ Møller 24’ 40’ \| Marcatori \| \| |           |       |         |  |
|                                                                              |           |       |         |  |
| Frandsen 11’ Molnar 22’ 28’ Møller 24’ 40’                                   | Marcatori |       |         |  |

| Trnava 11 marzo 1992                                      | Cecoslovacchia | 1 – 2         | Italia |  |
| \| \| \| \| \| Nečas 85’ \| Marcatori \| 10’ 53’ Melli \| |                |               |        |  |
|                                                           |                |               |        |  |
| Nečas 85’                                                 | Marcatori      | 10’ 53’ Melli |        |  |

| Bochum 10 marzo 1992                                       | Germania  | 1 – 1       | Scozia |  |
| \| \| \| \| \| Schmäler 38’ \| Marcatori \| 31’ O'Neill \| |           |             |        |  |
|                                                            |           |             |        |  |
| Schmäler 38’                                               | Marcatori | 31’ O'Neill |        |  |

| Utrecht 11 marzo 1992                                              | Paesi Bassi | 2 – 1      | Svezia |  |
| \| \| \| \| \| Roest 23’ Taument 54’ \| Marcatori \| 25’ Fursth \| |             |            |        |  |
|                                                                    |             |            |        |  |
| Roest 23’ Taument 54’                                              | Marcatori   | 25’ Fursth |        |  |

#### Gare di ritorno
| Zabrze 25 marzo 1992                                         | Polonia   | 1 – 1        | Danimarca |  |
| \| \| \| \| \| Juskowiak 76’ \| Marcatori \| 29’ Andersen \| |           |              |           |  |
|                                                              |           |              |           |  |
| Juskowiak 76’                                                | Marcatori | 29’ Andersen |           |  |

| Padova 25 marzo 1992                                         | Italia    | 2 – 0 | Cecoslovacchia |  |
| \| \| \| \| \| Luzardi 39’ Bertarelli 43’ \| Marcatori \| \| |           |       |                |  |
|                                                              |           |       |                |  |
| Luzardi 39’ Bertarelli 43’                                   | Marcatori |       |                |  |

| Aberdeen 23 marzo 1992                                                                                          | Scozia    | 4 – 3                            | Germania |  |
| \| \| \| \| \| McKinnon 42’ Creaney 69’ Lambert 78’ Rae 87’ \| Marcatori \| 9’ Kranz 40’ Scholl 59’ Herrlich \| |           |                                  |          |  |
| |           |                                  |          |  |
| McKinnon 42’ Creaney 69’ Lambert 78’ Rae 87’                                                                    | Marcatori | 9’ Kranz 40’ Scholl 59’ Herrlich |          |  |

| Växjö 25 marzo 1992                           | Svezia    | 1 – 0 | Paesi Bassi |  |
| \| \| \| \| \| Simpson 75’ \| Marcatori \| \| |           |       |             |  |
|                                               |           |       |             |  |
| Simpson 75’                                   | Marcatori |       |             |  |

### Squadre qualificate alle Olimpiadi
Le quattro nazioni semifinaliste si qualificano automaticamente alle Olimpiadi di Barcellona 1992, con l'eccezione della Scozia, in quanto i suoi giocatori potrebbero partecipare solo come parte del Regno Unito. Siccome la Scozia ha raggiunto le semifinali, la quarta qualificata di diritto è la miglior squadra tra quelle eliminate ai quarti, mentre la seconda andrà allo spareggio con l'Australia.
Qualificate di diritto:
- Italia
- Svezia

- Danimarca
- Polonia (migliore delle squadre eliminate ai quarti)

Allo spareggio:
- Paesi Bassi (seconda migliore delle squadre eliminate ai quarti)

### Semifinali
| Squadra 1 | Totale | Squadra 2 | Andata | Ritorno |
| --------- | ------ | --------- | ------ | ------- |
| Danimarca | 0 - 3  | Italia    | 0 - 1  | 0 - 2   |
| Scozia    | 0 - 1  | Svezia    | 0 - 0  | 0 - 1   |

#### Gare di andata
| Aalborg 9 aprile 1992                      | Danimarca | 0 – 1    | Italia |  |
| \| \| \| \| \| \| Marcatori \| 20’ Buso \| |           |          |        |  |
|                                            |           |          |        |  |
|                                            | Marcatori | 20’ Buso |        |  |

| Aberdeen 22 aprile 1992 | Scozia | 0 – 0 | Svezia |  |

#### Gare di ritorno
| Perugia 22 aprile 1992                               | Italia    | 2 – 0 | Danimarca |  |
| \| \| \| \| \| Buso 54’ Muzzi 79’ \| Marcatori \| \| |           |       |           |  |
|                                                      |           |       |           |  |
| Buso 54’ Muzzi 79’                                   | Marcatori |       |           |  |

| Örebro 29 aprile 1992                         | Svezia    | 1 – 0 | Scozia |  |
| \| \| \| \| \| Rödlund 81’ \| Marcatori \| \| |           |       |        |  |
|                                               |           |       |        |  |
| Rödlund 81’                                   | Marcatori |       |        |  |

### Finale
| Squadra 1 | Totale | Squadra 2 | Andata | Ritorno |
| --------- | ------ | --------- | ------ | ------- |
| Italia    | 2 - 1  | Svezia    | 2 - 0  | 0 - 1   |

#### Gara di andata
| Arbitro: | van der Ende |

|                    |           |  |
| Buso 71’ Sordo 80’ | Marcatori |  |

#### Gara di ritorno
| Arbitro: | McGinlay |

|             |           |  |
| Simpson 56’ | Marcatori |  |

## Classifica marcatori
- Renato Buso

2 gol
- Miklos Molnar
- Peter Møller
- Alessandro Melli
- Pascal Simpson

1 gol
- Nečas
- Erik Bo Andersen
- Per Frandsen
- Heiko Herrlich
- Markus Kranz
- Olaf Schmäler
- Mehmet Scholl
- Mauro Bertarelli
- Luca Luzardi
- Roberto Muzzi
- Gianluca Sordo

- Robert Roest
- Gaston Taument
- Andrzej Juskowiak
- Gerry Creaney
- Paul Lambert
- Ray McKinnon
- Kevin O'Neill
- Alex Rae
- Christer Fursth
- Johnny Rödlund